# 2008 في سنغافورة
فيما يلي قوائم الأحداث التي وقعت خلال عام 2008 في سنغافورة.

## سياسة

### تعيين في المنصب
- 25 يناير – توم واتسون Parliamentary secretary [الإنجليزية]‏.

## رياضة
- 1 يناير – دوري سنغافورة للمحترفين 2008 الفائز نادي واريورز.
- 28 سبتمبر – جائزة سنغافورة الكبرى 2008 الفائز فرناندو ألونسو.

## وفيات

### سبتمبر
- 4 سبتمبر – عبد الصمد إسماعيل (مواليد 1924) صحفي ماليزي.